# ギチの完全人間ランド
ギチの完全人間ランド（ぎちのかんぜんにんげんらんど）は、2021年4月6日よりSpotifyで配信されているポッドキャスト番組である。お笑いコンビ・ギチの冠番組。

## 概要
中学時代の同級生で、約30年来の腐れ縁であるギチの2人 (樋口聖典・青柳貴哉) が面白おかしく、おしゃべりするためだけに始めたポッドキャスト番組。
番組のコンセプトは、表向きには「樋口聖典が青柳貴哉とただ話すこと」だが、吉本芸人時代にしゃべりで稼げなかったことから「しゃべりでお金を稼ぎたい」を裏のコンセプトとしている。

## 配信開始に至る経緯
2021年2月、吉本養成所時代の同期芸人「忘れる。」に誘われ、『忘れる。✕ギチのトークライブ』に出演し、その後「忘れる。」が配信しているポッドキャスト番組「もしもしトランシーバー」にゲスト出演したことがきっかけとなった。
樋口は当時を振り返り、「酔っぱらった状態でゲストトークをした。酒の勢いもありかなり楽しかった」と述べていて、ライブ会場から収録場所に向かうまでの500ｍの道すがら「あ、貴哉くんラジオやろ」と声をかけた。

その夜、ホテルに帰って早速、作家の原田に電話をかけた。「ギャラも出せるかわからなし貴哉くんと話して楽しくやりたい。“成功してどう”かとかは無いけど、良かったら」という誘いに原田は「いいよやりましょう」と即答。話し合いを重ね、配信開始に至った。